# Masseus Potvliet
Masseus Potvliet (Ieper, 1609 - Brugge, 14 september 1664) was een Zuid-Nederlands minderbroeder en geloofsstrijder.

## Levensloop
In december 1627 trad Potvliet in bij de minderbroeders-recollecten in Gent en het jaar daarop sprak hij zijn geloften uit. Hij woonde in het klooster van zijn orde in Hulst, en werd met zijn medebroeders tot verbanning genoopt, nadat het stadje was veroverd door Frederik Hendrik van Nassau.
De monniken vestigden zich net over de grens in De Klinge en in Sint-Gillis-Waas, vanwaar ze de katholieken in Hulst en het Hulsterambacht konden bijstaan. Potvliet zette zich in tegen de predikanten die vanuit Zeeland en Holland kwamen om de bewoners te bekeren. Vermomd trok hij ook voortdurend de grens over om zieken bij te staan en kinderen te dopen. Hij stond in nauwe betrekking met 'den Vlaamschen boer’, Arnold van Geluwe, een eenvoudige werkman, die zo thuis was in de Bijbel en in godgeleerde kwesties, dat hij de bekwaamste predikanten uitdaagde tot openlijke weerlegging en verdediging der bestreden geloofsartikelen. Arnold publiceerde vele apologetische werkjes en vaak kwamen er goedkeurende verzen van Potvliet in voor.
Potvliet was vele jaren lector in theologie in het klooster van zijn orde. Wat hij in druk gaf was waarschijnlijk als antwoord op geschriften van protestantse predikanten in Hulst. Hij bezweek na een langdurige ziekte.

## Publicatie
- Soete bemerckinghen op de Synode der Ghereformeerden binnen Dordrecht in 1618-19, Antwerpen, 1656.